# Lenguaje de forma libre
En programación, un lenguaje de forma libre es un lenguaje informático en el cual la posición de los caracteres en el texto del programa no es relevante. El texto de un programa no necesita estar ubicado en una columna específica, como en los sistemas de tarjetas perforadas, y frecuentemente, los finales de línea también son irrelevantes. Los espacios en blanco se usan solo para delimitar símbolos, y no tienen otro significado.
La mayoría de los lenguajes de forma libre derivan de ALGOL, como C, Pascal y Perl. Lisp y sus dialectos también son lenguajes de forma libre, aunque no derivan de ALGOL. REXX es casi de forma libre en su totalidad, pero en algunos casos los espacios en blanco funcionan como operadores de concatenación. Aunque SQL no es un lenguaje de programación, también es un lenguaje de forma libre.
La mayoría de los lenguajes de forma libre también son lenguajes estructurados, lo que se considera muchas veces una característica inherente  a la sintaxis de forma libre: anteriormente, los lenguajes de paradigma imperativo, como Fortran 77, usaban columnas particulares para los números de línea, que muchos lenguajes estructurados no necesitan ni usan.
Hay lenguajes estructurados que no son de forma libre, como ABC, Curry, Haskell, o Python. Muchos de esos lenguajes usan de alguna forma el sangrado para agrupar bloques de código, en vez de palabras clave o llaves.